# Futbolniy Klub Okean
Futbolniy Klub Okean - em russo: ФК "Океан" Находка - é um clube de futebol da cidade de Nakhodka, no extremo sul da Rússia.
Fundado em 1986, mandava seus jogos no Vodnik Stadium, em Nakhodka, com capacidade para 10.000 torcedores. 